# Harmonie (Kunst)

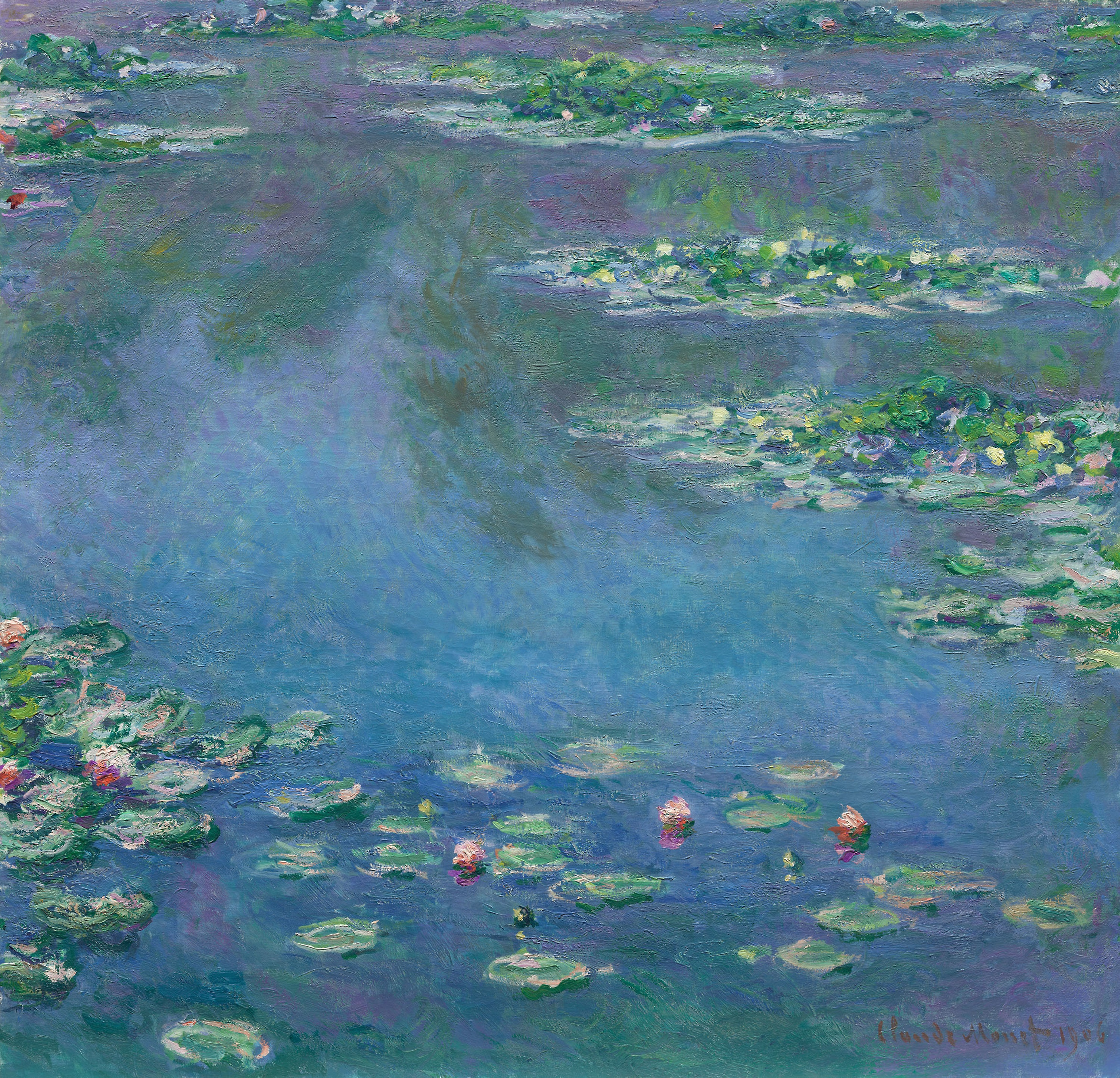
Die Gestaltung mit ähnlichen, kühlen Farben bilden mit den wenigen kontrastierenden Blüten eine Farbharmonie mit beruhigender Ausstrahlung. Claude Monet: Seerosen, 1933.

Die Harmonie (von altgriechisch ἁρμονία harmonía, deutsch ‚Ebenmaß, Harmonie‘, Eintracht, Melodie, Übereinstimmung, Verbindung, lateinisch harmonia, englisch harmony) ist ein universaler Ordnungsbegriff, ein Prinzip der Kunst. In der bildenden Kunst bezeichnet Harmonie die Angemessenheit und innere Stimmigkeit der bildnerischen Mittel (Linie, Form, Raum, Farbe, Textur, Proportion und Komposition) in einem Kunstwerk. Die bildnerischen Mittel können gleich, ähnlich oder teilweise auch kontrastierend sein. Wichtig ist, dass sie in einem Kunstwerk so zusammengestellt sind, dass eine ansprechende, ausgeglichene und harmonische Einheit entsteht.

## Wirkung
Ein harmonisches Kunstwerk ruft ein Gefühl von entwickelter und ausgeglichener Einheit, Einfachheit und Leichtigkeit hervor. Es ist optisch ansprechend, es vermittelt ein angenehmes Gefühl von Gleichgewicht, Ordnung und Wohlbefinden. Die Wirkung harmonischer Kunstwerke lässt sich als ästhetisch, angenehm, ausgewogen, beruhigend, einfach, friedlich, leicht, schön und wohlgeordnet bezeichnen. Daher ist Harmonie auch Abwesenheit (innerer) Konflikte.

## Einflüsse und Probleme
Ob ein Kunstwerk harmonisch wirkt, hängt von der Gestaltung des Kunstwerks ab, von der individuellen, psychologischen und sozialen Situation der Betrachterin und des Betrachters und von den sich wandelnden Schönheitsidealen, dem jeweiligen Zeitgeschmack und dem historischen Hintergrund. Wissenschaftlerinnen und Wissenschaftler der Wahrnehmungspsychologie versuchen, allgemeingültige Regeln für „harmonische Empfindungen“ beim Betrachten von wohlproportionierten Gebilden zu finden, bisher aber ohne Erfolg. Da Kunstwerke wie auch die Einflüsse äußerst komplex und vielfältig sind, ist das verständlich.
Durch ein übertriebenes Harmoniestreben können monotone, spannungslose, oberflächlich beschönigende (Kosmetik-Verdacht gegenüber den Problemen der Welt) oder sogar kitschige Werke entstehen.

## Harmonische Gestaltung
Im Allgemeinen besitzt eine harmonische Komposition eine gewisse (mittlere) Ordnung. Sie ist weder zu komplex (chaotisch, unordentlich) noch zu eintönig (langweilig, ordentlich). Auch wenn es fast unmöglich ist, eine allgemeingültige, wissenschaftliche Anleitung zur Herstellung von Harmonie zu schreiben, lassen sich dennoch bildnerische Mittel benennen, die den harmonischen Eindruck eines Bildes unterstützen.
- Punkte / Platzierung: Formen, die dezentral, annähernd im goldenen Schnitt angeordnet sind oder Formen, die rhythmisch variiert aneinandergereiht sind, wirken meist harmonisch.

- Linien: Waagerechte oder gerundete Linien – ob als Umrisslinien einer Form, Kompositionslinien oder als Horizont – erzeugen einen harmonischen Eindruck.

- Formen: Unscharfe Konturen, ähnliche Formen, runde Formen und Kreise wirken eher harmonisch.

- Raum: Ein Kunstwerk mit klarer Gestaltung von Vordergrund und Hintergrund oder mit Anwendung räumlicher Perspektive wirkt eher harmonisch. Ebenso bewirkt diffuses und weiches Licht einen harmonischen Eindruck.

- Farben: Farbähnlichkeit (Farbverwandtschaft, analoges Farbschema), also verwandte Farben bilden eine ruhige Harmonie. Teilkomplementäre Farbkontraste hingegen erzeugen eine dynamische Harmonie, wie zum Beispiel Rotviolett und Rotorange kombiniert mit Grün.

- Textur: Eine einheitliche Pinselführung sorgt für Harmonie.

- Proportionen: Eine Einteilung nach dem goldenen Schnitt, ebenso wie einfache und gleichmäßige Proportionsverhältnisse können Harmonie erzeugen.

- Komposition: Durch eine Dreieckskomposition (aus einem auf der Seite stehenden gleichseitigen Dreieck), Kreiskomposition oder Symmetrie entsteht meist eine harmonische Wirkung.[7][8]

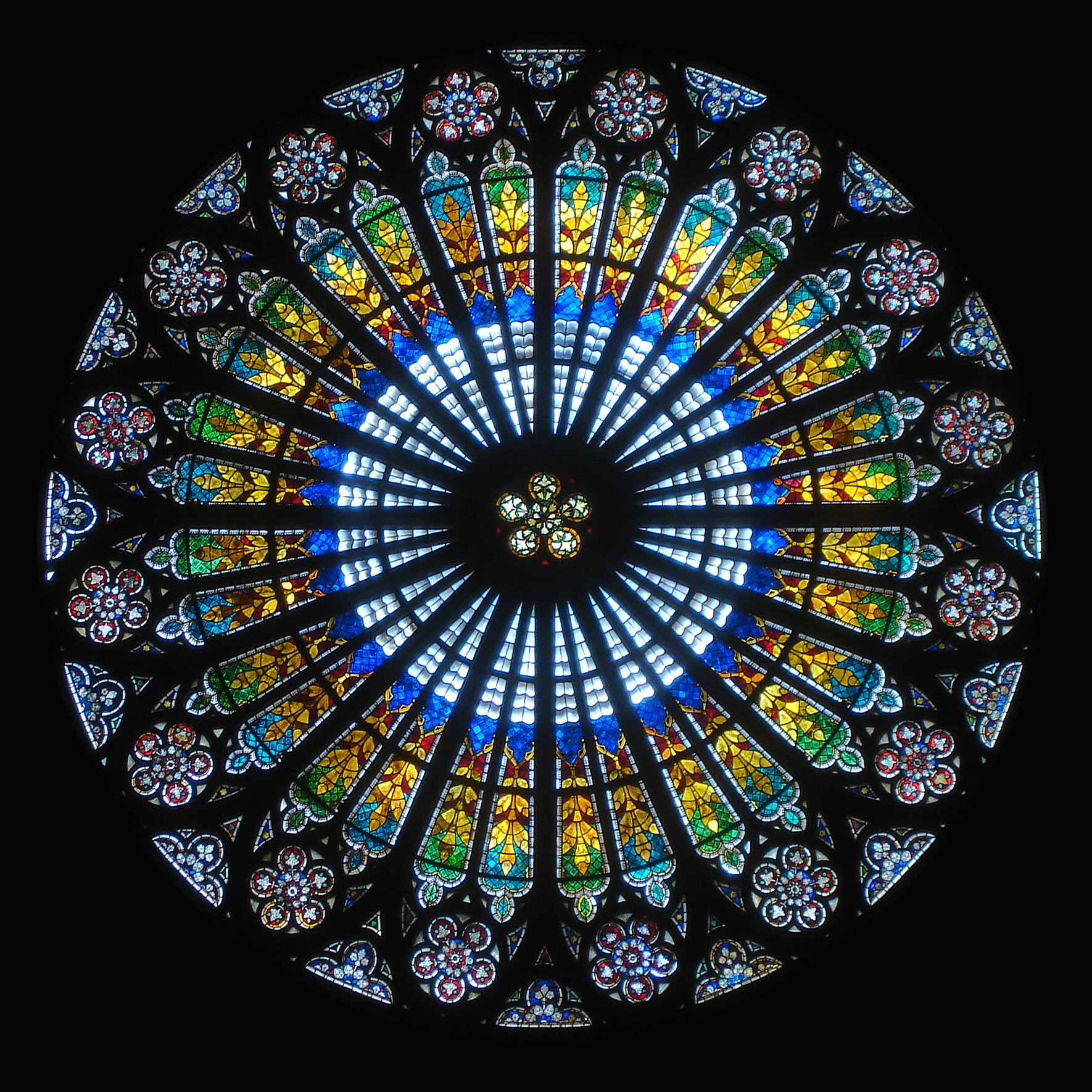
Die Kreiskomposition ergibt zusammen mit den Farbkontrasten eine lebendige Harmonie. Fensterrose, Straßburger Münster, um 1318.
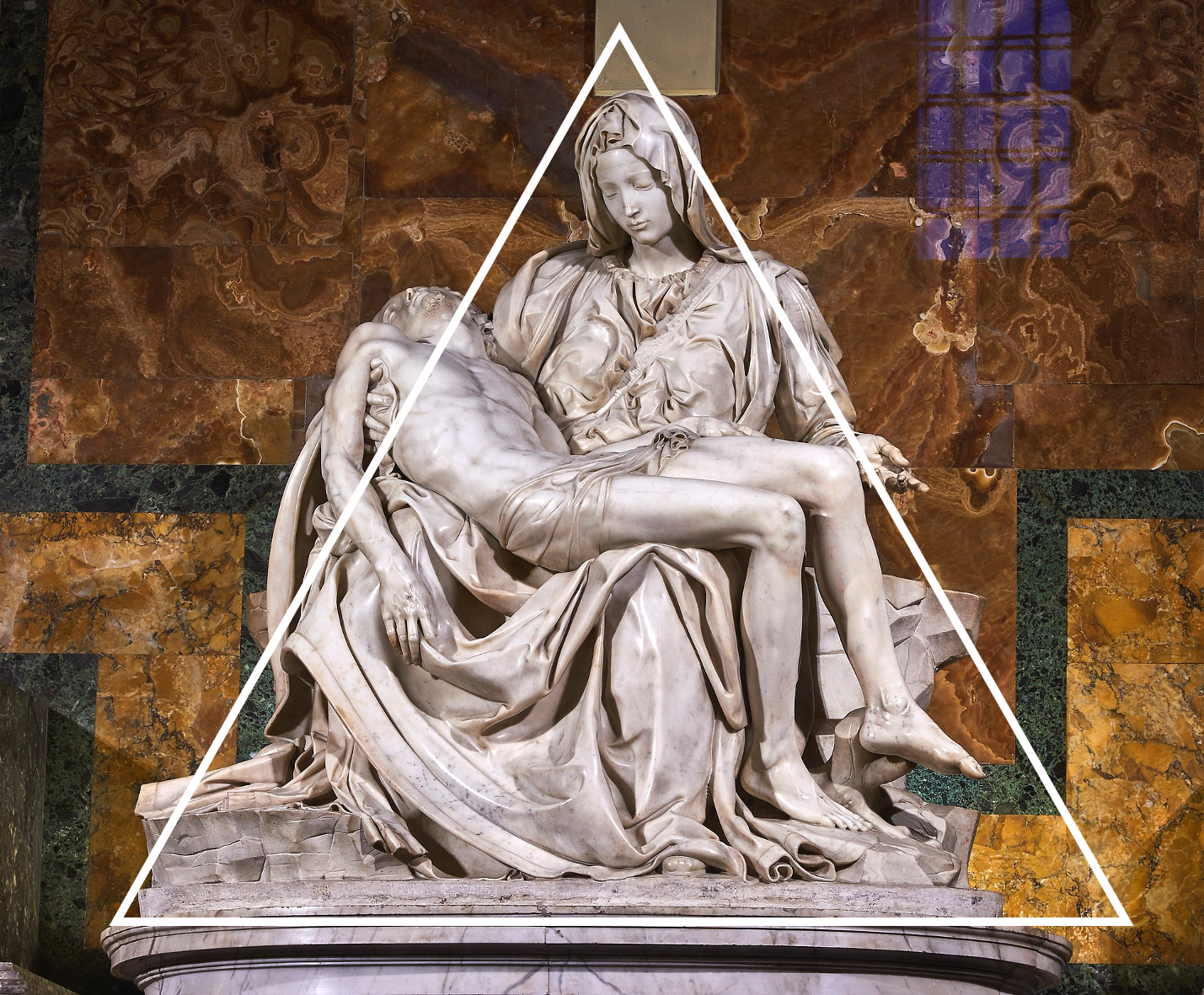
Trotz der kleinteiligen, unruhig differenzierten Gestaltung entsteht durch die Dreieckskomposition eine stabile Harmonie. Michelangelo: Pietà, 1498–1499.
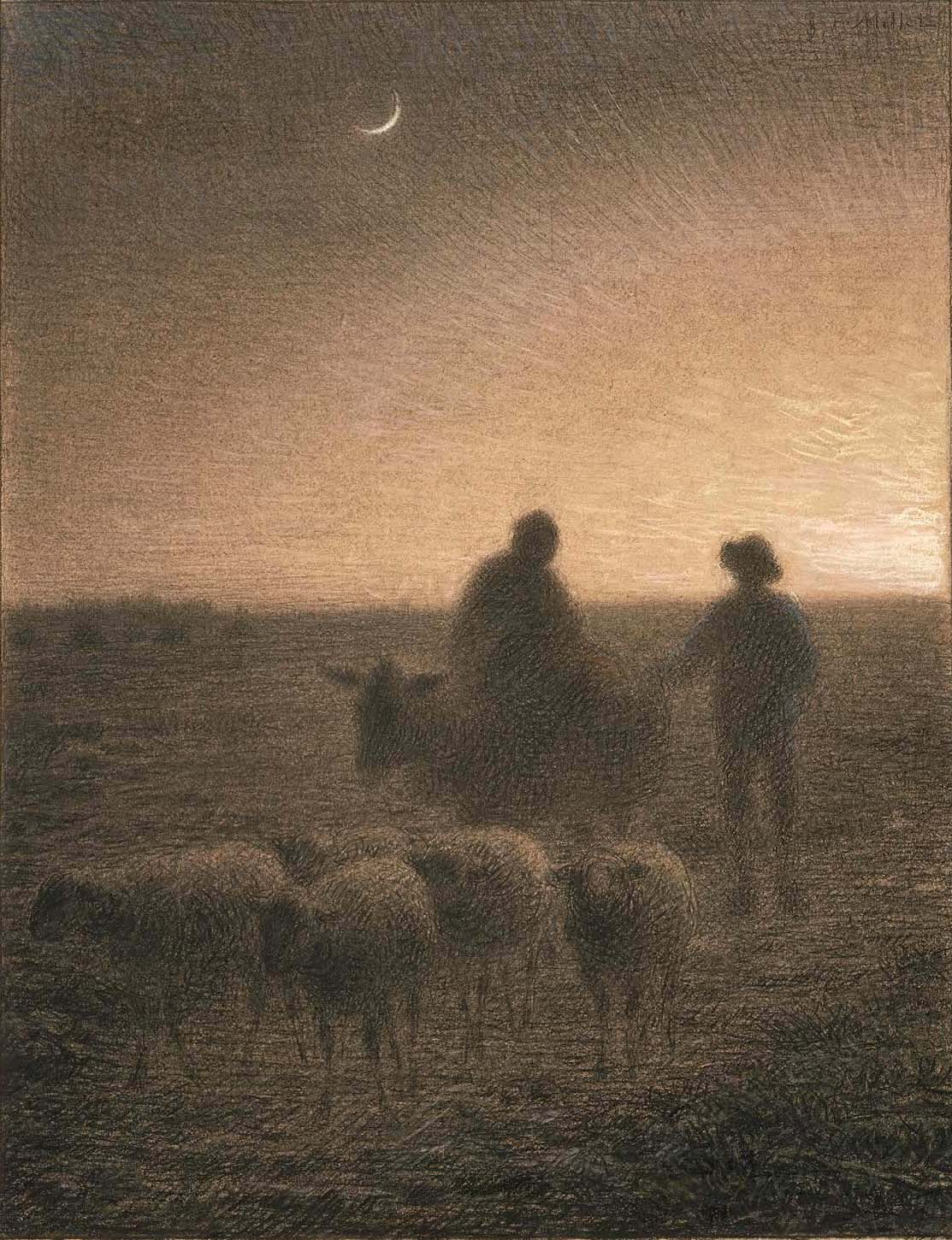
Das Motiv (Schafe, Ochse, Personen), die diffuse Abendbeleuchtung und vor allem die unscharfen Konturen ergeben ein harmonisches und stilles Bild. Jean-François Millet: Dämmerung, um 1859–1863.
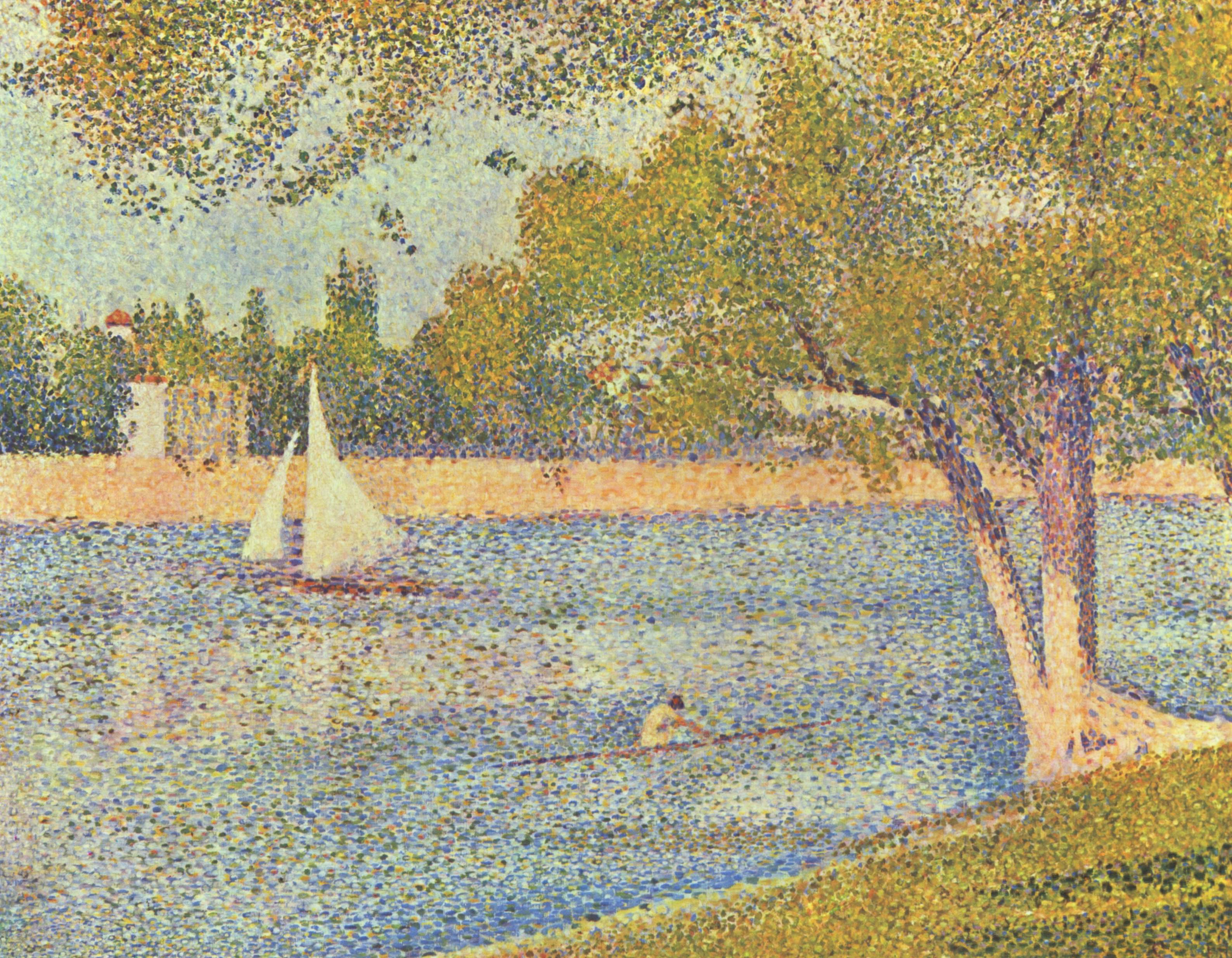
Durch das zurückgenommene triadische Farbschema aus Hellblau, Beige und bräunlichem Grün (statt kontrastreichem Blau, Gelb und Grün) entsteht eine Farbharmonie. Georges Seurat: Die Seine an der Insel Grande Jatte, 1888.
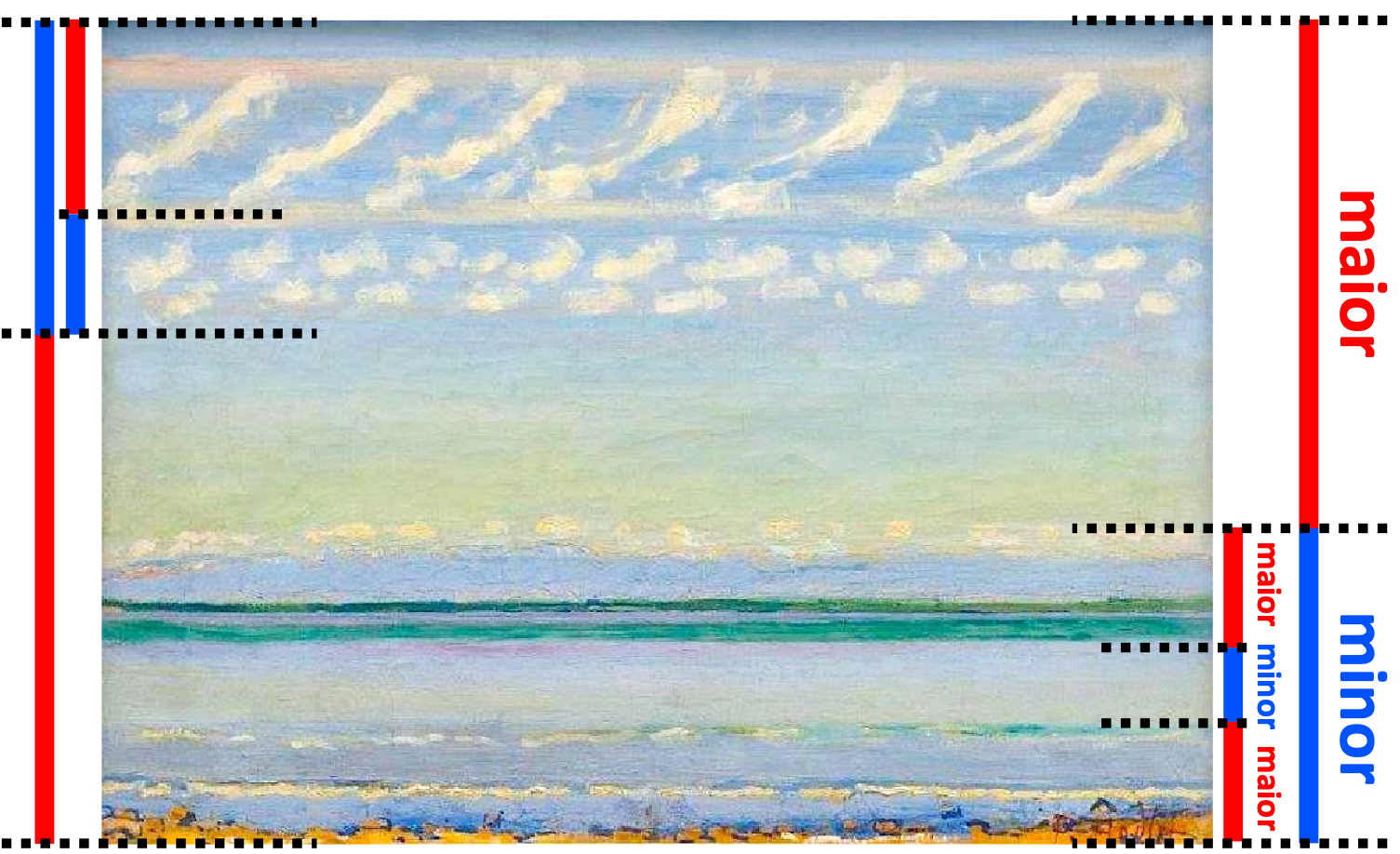
Der goldene Schnitt und unterschiedlich gestaltete waagerechte Streifen verdeutlichen die Harmonie, Stille und Unendlichkeit der Natur. Ferdinand Hodler: Genfersee mit Jura, um 1908.
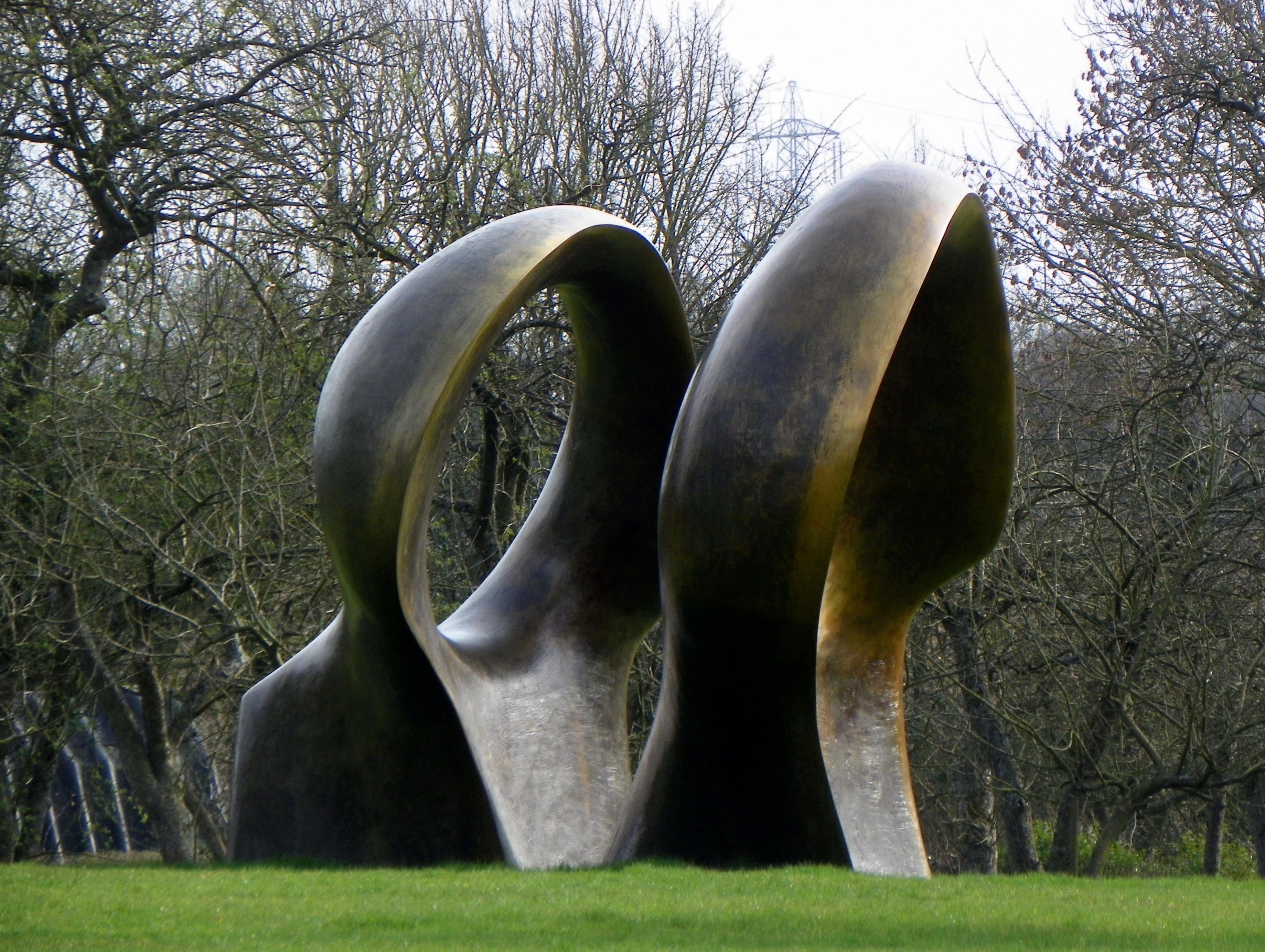
Wiederholung von gerundeten Formen ergeben eine harmonische Wirkung. Henry Moore: Doppeloval, 1966.

## Experiment
1975 führten die deutschen Psychologen Dietrich Dörner und Wolfgang Vehrs ein aufschlussreiches und originelles Experiment durch. Versuchspersonen mussten unter standardisierten Bedingungen aus grünen und roten Quadraten zwei flächige Rasterfelder (Farbmuster) herstellen. Das eine sollte ihrer Meinung nach ästhetisch maximal schön, das andere minimal schön gestaltet sein. Das Ergebnis war, dass die ästhetisch befriedigenden Bilder differenziert und geordnet waren. Bei den ästhetisch unbefriedigenden Bildern gab es zwei Gruppen. Zum einen waren es einförmige, simple Muster und zum anderen chaotische Anordnungen ohne höhere Ordnung.

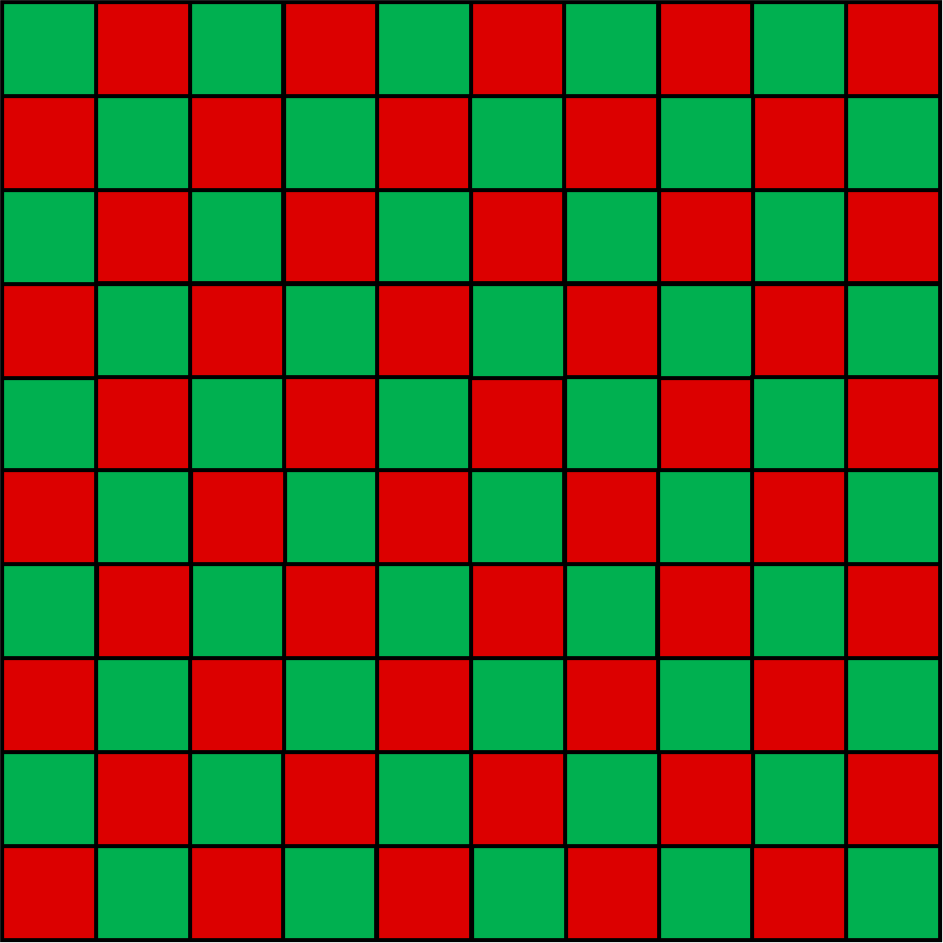
Rasterfeld mit einförmiger Gestaltung wirkt einförmig, langweilig und simpel.
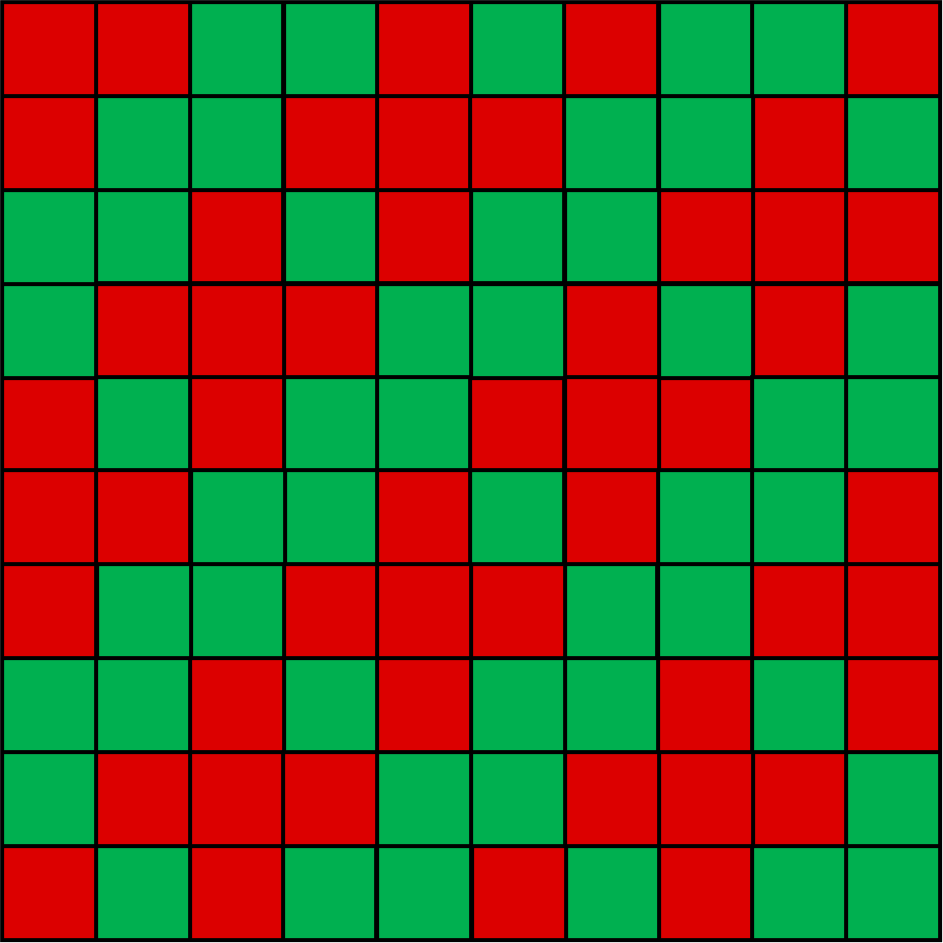
Rasterfeld mit differenzierter, geordneter Gestaltung wirkt harmonisch und schön.
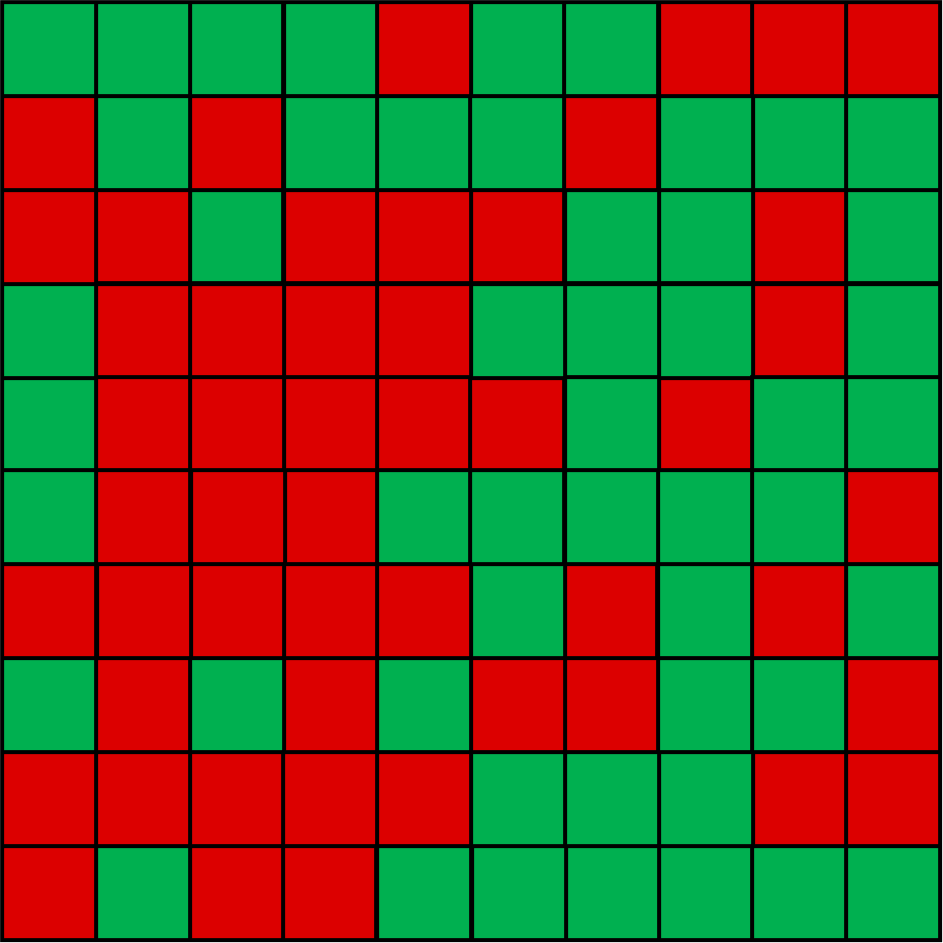
Rasterfeld mit chaotischer Gestaltung wirkt wenig ästhetisch.

## Historische Ansichten
Die Suche nach Harmonien in räumlichen und Zahlenverhältnissen führte bereits antike Denker zu manchen Erkenntnissen. Johannes Kepler entdeckte durch sie seine Planetengesetze.
Wie in anderen Kulturen war auch die Kunst der Ägypter Nachvollzug göttlicher Ordnung – der Maat. Die Maat „ist die Harmonie der Töne, der Wohlklang, das richtige Maß, auch in der Architektur, die Ausgewogenheit gegenüber jeder Unmäßigkeit.“, so Eric Hornung. Der Axialtempel der alten Ägypter etwa bezieht sich symmetrisch auf eine Achse, an der alle Elemente des Baus gespiegelt werden. Aber alle Symmetrie ist nur Teil eines umfassenderen Grundprinzips. Das Paradox der lebendigen Wirkung von Strenge erklärt sich dadurch, dass „nur auf den ersten Blick vollkommene Symmetrie scheint, was sich schon auf den zweiten Blick als raffinierte und wohldurchdachte Abweichung davon zu erkennen gibt.“
Nach der Theogonie Hesiods (böotische Sage) ist Harmonia die Tochter des Ares (Kriegsgott) und der Aphrodite (Göttin der Liebe, der Schönheit), Frau des Kadmos (=Kosmos, d. h. Welt, sinnvolle Ordnung), ihre Geschwister sind Phobos (Furcht) und Deimos (Schrecken). Somit symbolisiert sie durch ihren Namen und in ihrer Person die Vereinigung zweier Gegensätze, welche die Voraussetzung für das Entstehen menschlicher Kultur schafft.
Nach der attischen Sage ist sie die Tochter des Zeus und Mutter der Musen, somit also die Beschützerin der Wissenschaften und der Künste.
Heraklits Lehre von der „Harmonie (oder Einheit) als Widerspruch“ schöpft also aus älteren Quellen: „Widerstreitendes fügt sich und Auseinanderstrebendes ergibt Harmonie und alles entsteht durch Widerspruch.“ Aristoteles kommentiert dazu in seiner Ethik: „Die Natur strebt nach dem Entgegengesetzten und bringt hieraus, und nicht aus dem Gleichen die Harmonie hervor ... Auch die Kunst bringt dies, offenbar durch Nachahmung der Natur, zustande. Die Malerei mischt auf dem Bilde die Bestandteile der weißen und schwarzen, der gelben und roten Farbe und bewirkt dadurch die Ähnlichkeit mit dem Original; die Musik mischt hohe und tiefe, lange und kurze Töne in verschiedenen Stimmen und bringt dadurch eine einheitliche Harmonie zustande.“
Der Einfluss Vitruvs und seiner antiken Proportionslehre (für den Tempel- und Hausbau) auf die Malerei der Renaissance war gering. Raffael z. B. scheint eine „bestimmte Idee“ und die Natur den Berechnungen Vitruvs vorgezogen zu haben, wie schon die Antike diese Proportionen ständig anders bestimmt hat und eher einer „Idee“ gefolgt ist. Raffaels anthropometrische Studien beeinflussten Leonardo da Vinci. Leonardos Portrait-Grotesken scheinen jedoch eher als Studien gegen solche mathematischen Lehren zu argumentieren.
Johann Georg Sulzer („Allgemeine Theorie der Schönen Künste“, 1771/74) schreibt: „Man hat hohe und tiefe Farben, wie hohe und tiefe Töne; und so wie mehrere Töne sich in einen Klang vereinigen können, in welchem keiner besonders hervorsticht, so findet dieses auch bei den Farben statt. Also ist in den Farben die Harmonie, das Konsonieren und Dissonieren von eben der Beschaffenheit, wie in den Tönen.“ Diese „höchste Harmonie der Farben … kann nur in den Gemälden erreicht werden, die aus einer Farbe gemalt sind, grau in grau oder rot in rot, welche Art zu malen die Welschen Chiaroscuro nennen.“ Aber: „Obgleich nur der Unisonus die vollkommene Harmonie hat (s. Einklang), so ist er deswegen nicht die angenehmste Konsonanz, sondern nur die volleste. Die Übereinstimmung des Mannigfaltigen (Concordia discors) ist allemal angenehmer als die noch vollkommnere Übereinstimmung des Gleichartigen.“ An diesem Punkt und nachdem er seinen Ausgangspunkt selbst widerlegt hat, kommt Sulzer an das alte Problem der Integration der Zeichnung: „Von Licht und Schatten hängt ein großer Teil der Harmonie ab; denn schon dadurch allein kann ein Gemälde Harmonie bekommen. Die höchste Einheit der Masse oder die höchste Harmonie findet sich nur auf der Kugel, die von einem einzigen Lichte beleuchtet wird. Das höchste Licht fällt auf einen Punkt und von da aus als dem Mittelpunkt, nimmt es allmählich durch völlig zusammenhängende Grade bis zum stärksten Schatten ab. Dieses ist das Muster, an dem sich der Maler halten muß, um die vollkommene Harmonie in Licht und Schatten zu erreichen. Doch ist dieses nur von einzelnen Massen zu verstehen; denn wo das Gemälde aus mehreren besteht, da kann die Harmonie den höchsten Grad nicht haben, weil sich die verschiedenen Gruppen voneinander absondern müssen.“ So kommt denn Sulzers beispielhaft akademische Betrachtungsart, der unterdessen ihr Ziel, die Integration von Farbe und Zeichnung, entfallen ist, zu entsprechend konsequenten Schlüssen: „Also muß man nicht immer auf die höchste Harmonie arbeiten; weil sie oft das Ganze unkräftig machen würde.“
J. und W. Grimm hielten während der deutschen Klassik fest, „Harmonie“ sei zum Modebegriff geworden, und beschreiben Harmonie als „verbindung von einzelnen gleichzeitig angeschlagenen tönen zu einem wolklingenden ganzen, die wolthuende anordnung der farben und gruppen eines gemäldes“. Und in der Farbenlehre Goethes heißt es: „… so entsteht doch die eigentliche harmonische Wirkung nur alsdann, wenn alle Farben nebeneinander im Gleichgewicht angebracht sind.“
Baudelaire schreibt im Vorwort zu den Blumen des Bösen  von einem „Bedürfnis im Menschen nach Symmetrie und Überraschung“. Eben zu seiner Zeit tritt bei den Malern an die Stelle der Harmonie häufig die Logik. So etwa bei Eugène Delacroix, oder bei Paul Cézanne: „Man muß sich so logisch wie möglich ausdrücken... Es gibt eine Farbenlogik, der Maler schuldet nur ihr Gehorsam. Niemals der Logik des Gehirns, wenn er sich der ergibt, ist er verloren. Immer der Logik der Augen.“ Ein Werk habe keine „Kraft“, keinen „Ausdruck“, keine „Logik“ oder keine „Harmonie“ meint weitgehend das Gleiche.